# 小行星4870
小行星4870（英語：4870 Shcherbanʹ）是一颗围绕太阳公转的小行星。1989年10月25日，柳德米拉·瓦斯列娜·朱然勒娃在克里米亚发现了此天体。
这颗小行星的绝对星等为347.57713等。